# Caraipa costata
Caraipa costata är en tvåhjärtbladig växtart som beskrevs av Richard Spruce och George Bentham. Caraipa costata ingår i släktet Caraipa och familjen Calophyllaceae. Inga underarter finns listade i Catalogue of Life.